# Весби
Весби (њем. Weesby) општина је у њемачкој савезној држави Шлезвиг-Холштајн. Једно је од 134 општинска средишта округа Шлезвиг-Фленсбург. Према процјени из 2010. у општини је живјело 482 становника. Посједује регионалну шифру (AGS) 1059177.

## Географски и демографски подаци
Весби се налази у савезној држави Шлезвиг-Холштајн у округу Шлезвиг-Фленсбург. Општина се налази на надморској висини од 28 метара. Површина општине износи 21,4 km². У самом мјесту је, према процјени из 2010. године, живјело 482 становника. Просјечна густина становништва износи 22 становника/km².